# Bistum Leitmeritz
Das Bistum Leitmeritz (lateinisch Dioecesis Litomericensis, tschechisch Biskupství litoměřické bzw. Diecéze litoměřická) ist eine römisch-katholische Diözese in Nordböhmen mit Sitz in Leitmeritz. Es wurde im Jahre 1655 kanonisch errichtet und als Suffragandiözese dem Erzbistum Prag unterstellt.

## Geschichte
In Leitmeritz bestand seit 1057 ein Kollegiatkapitel an der Stephanskirche. Obwohl das Kapitel in seinen Besitzungen im Verlauf der Jahrhunderte wesentliche Einbußen erlitt, bildete es doch die materielle Grundlage für das neue Bistum, welches im Rahmen der Gegenreformation nach dem Dreißigjährigen Krieg entstand. Kaiser Ferdinand III. nominierte den Propst des Stiftes, Maximilian Rudolf von Schleinitz, 1647 zum ersten Bischof. Wegen der langwierigen Verhandlungen über die finanzielle Ausstattung erfolgte die kanonische Gründung erst mit Wirkung vom 3. Juli 1655.
Das Nominationsrecht für das Bistum blieb beim König von Böhmen, der bis dahin bereits ein solches für den Propst besaß. Das Domkapitel bestand bei seiner Errichtung aus einem Domdechanten und einem Kanoniker. 1671, 1680 und 1717 wurden vier weitere Kanonikate eingerichtet.
Das Bistum entstand aus Gebieten, die aus dem Erzbistum Prag herausgenommen wurden. Es umfasste bei seiner Errichtung ein kleines Gebiet zwischen Bilin, Böhmisch Leipa und Rumburg, sowie kleine Enklaven in der sächsischen Oberlausitz (z. B. Schirgiswalde). Damit umfasste es den Leitmeritzer Kreis, der sich 1647 in zwei Vikariate mit 62 Pfarreien gliederte, bis 1670 aber bereits auf sechs Vikariate anstieg. 1784 wurde das Bistum um die Kreise Jungbunzlau und Saaz erweitert.
Der erste Bischof Maximilian Rudolf von Schleinitz erbaute mit Bistumsmitteln und dem Einsatz seines privaten Vermögens anstelle der alten Stiftskirche eine barocke Kathedrale. 1738 wurde ein Priesterseminar gegründet.
Im 19. und 20. Jahrhundert war die Diözese vom Nationalitätenstreit zwischen Tschechen und Deutschen stark betroffen, da beide Volksgruppen einen etwa gleich großen Anteil an der Diözesanbevölkerung hatten.
1948 zählte das Bistum 449 Pfarreien mit 268 Diözesanpriestern, 83 Ordenspriestern, 180 Ordensbrüdern und 637 Ordensschwestern.
Am 31. Mai 1993 gab es gemeinsam mit den Bistum Budweis und dem Erzbistum Prag Gebiete für die Gründung des Bistums Pilsen ab.
Das Bistum Leitmeritz unterhält eine Diözesanpartnerschaft mit dem Bistum Eichstätt in Bayern.

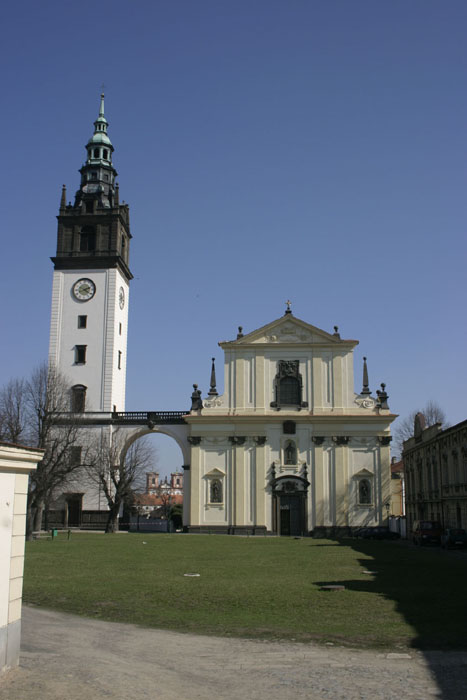
Kathedrale St. Stephan
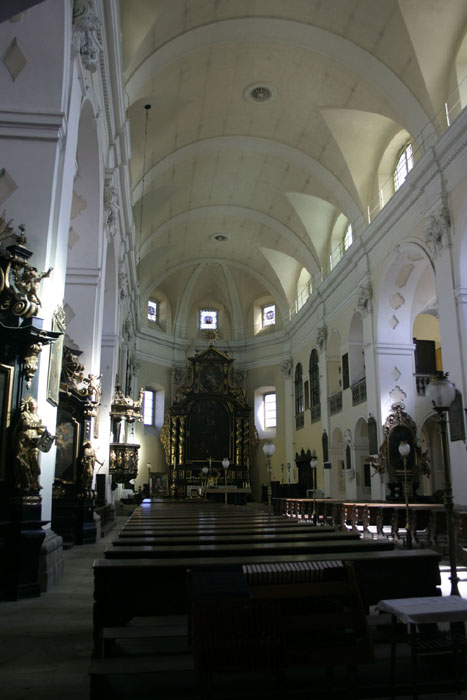
Dom St. Stephan (Innenansicht)
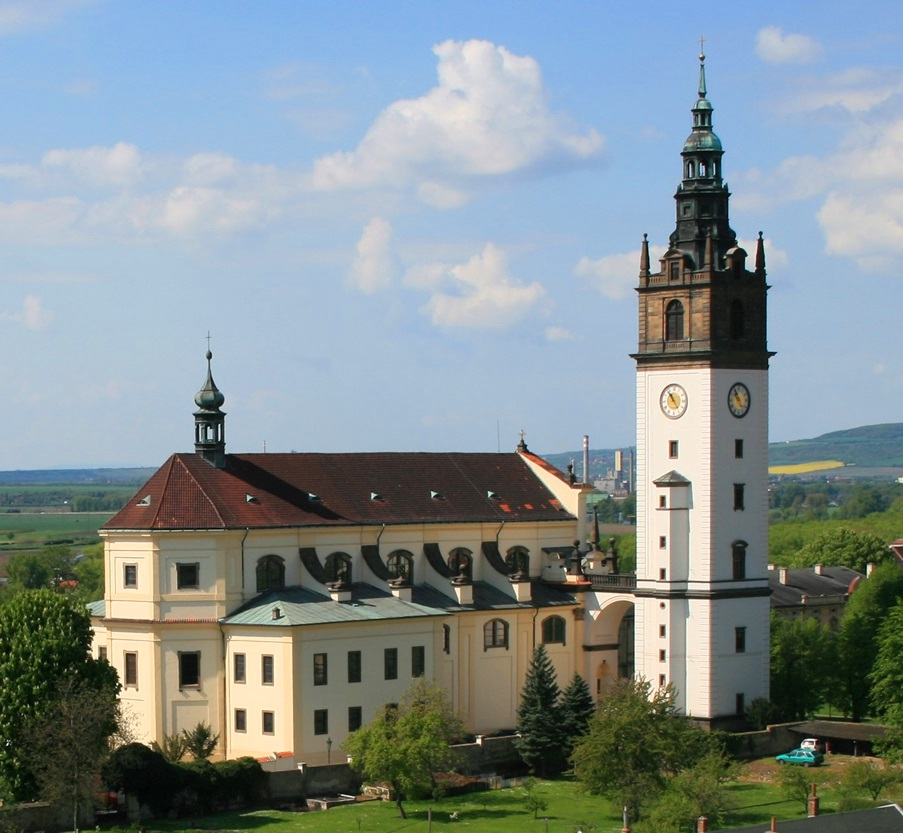
Dom St. Stephan (Campanile)